# Dionisio II di Costantinopoli
Dionisio II (in greco Διονύσιος Β΄?; ... – Costantinopoli, 1556) è stato un arcivescovo ortodosso greco, patriarca ecumenico di Costantinopoli dal 1546 al 1556.

## Biografia
Dionisio nacque a Galata (ora un quartiere di Istanbul). Nel 1516 fu nominato metropolita di Nicomedia e venne consacrato vescovo dal patriarca Teolepto I. 
Dionisio venne scelto dal patriarca Geremia I come suo successore e fu eletto dopo la morte di Geremia il 17 aprile 1546, supportato da manifestazioni popolari, ma contro le intenzioni del Santo Sinodo. Durante il suo patriarcato fu accusato di aver alzato la tassa di nomina ( peshtesh) da pagare al sultano ottomano a tremila Écu e per aver demolito, ordinato dal sultano, la grande croce sul tetto della chiesa di Pammacaristos, al tempo sede del patriarcato di Costantinopoli. 
L'evento più significativo del suo patriarcato fu il viaggio nel 1546 in Italia del giovane metropolita di Cesarea, Metrofane, che anni dopo sarebbe diventato patriarca. Dionisio mandò Metrofane a Venezia con lo scopo di raccogliere fondi, ma si recò anche a Roma e incontrò il Papa. Nel 1548 le notizie destarono grande preoccupazione nei cittadini greci di Costantinopoli, preoccupazioni che sfociarono in rivolte e nel tentato assassinio di Dionisio, ritenuto colpevole al pari di Metrofane. Dionisio era sul punto di essere deposto, ma nessuna azione fu intrapresa contro di lui perché godeva dell'appoggio di Solimano il Magnifico[6]. 
Dionisio regnò fino alla sua morte. La data è contestata tra gli studiosi e ne sono state proposte varie, come il 1554 e il 1555, ma la data corretta sembra essere il luglio 1556, una conclusione supportata da documenti veneziani. Fu sepolto nel monastero di Kamariotissa sull'isola di Chalki.